# Segunda División B de España
La Segunda División B de España, conocida oficialmente como Campeonato Nacional de Liga de Segunda División B, fue la tercera categoría del sistema de ligas de fútbol de España entre 1977 y 2021. Se creó como categoría intermedia entre la Segunda División y la Tercera División. Su organización dependía de la Real Federación Española de Fútbol. En su última edición, la temporada 2020-21, los cuatro mejores equipos de los 102 participantes ascendieron a Segunda División; los 36 siguientes se mantuvieron en la tercera categoría, la nueva Primera Federación; los 36 siguientes pasaron a la nueva cuarta categoría, la Segunda Federación; y los últimos 26, a la quinta categoría, la Tercera Federación. Su estatus era semiprofesional.

## Sistema de competición
La Segunda División "B" estaba integrada normalmente por un total de 80 equipos divididos en cuatro grupos de 20 equipos. Si bien en su última edición estuvo compuesta por un total de 102 clubes, divididos en cinco grupos distribuidos por proximidad geográfica. En la temporada 2012-13 el Grupo III lo formaron veintiún equipos por la inclusión del Orihuela C. F. por vía judicial. En la temporada 2013-14 el Grupo I quedó formado por solo diecinueve equipos debido a la disolución de la U. D. Salamanca. En la temporada 2020-21 se amplió hasta 102 el número de equipos tras la decisión de eliminar los descensos provocada por la pandemia de coronavirus. 
El sistema de competición era el mismo que en el resto de categorías de la Liga. Se disputaba anualmente, empezando a finales del mes de agosto o principios de septiembre, y concluyendo en el mes de mayo o junio del siguiente año.
Los veinte equipos de cada grupo se enfrentaban todos contra todos en dos ocasiones, una en campo propio y otra en campo contrario, lo que sumaba un total de treinta y ocho jornadas. El orden de los encuentros se decidía por sorteo antes de empezar la competición. El ganador de un partido obtenía tres puntos, el perdedor no sumaba ninguno y, en caso de un empate, se repartía un punto para cada equipo.
Al término de la temporada, los siete equipos que más puntos acumulan en cada grupo, excluyendo a los equipos filiales, se clasificaban para disputar la siguiente edición de la Copa del Rey.

### Ascenso a Segunda División
Desde la temporada  1990/91 una vez finalizada la temporada regular, los cuatro primeros clasificados de cada grupo disputaban la promoción (play-off) de ascenso a Segunda División. Este sistema ha ido variando con el paso del tiempo pero las últimas ediciones constaba de dos rondas de eliminación directa, a doble partido —ida y vuelta—. Los equipos que finalizaban en primera posición de cada grupo se enfrentaban entre sí en eliminatorias a doble partido; el ganador de cada eliminatoria ascendía y jugaba la final, a doble partido, para ser campeón de la categoría. El resto de equipos jugaban una eliminatoria a doble partido de la que salían seis equipos que, sumados a los dos campeones que no ascendieron, jugaban eliminatorias a doble partido hasta que sólo quedaban dos equipos, que son los que ascendendían a la Segunda División. En la última edición se mantuvo el sistema pero se introdujeron algunos cambios, por la situación derivada de la pandemia de COVID-19, como fue la eliminatoria a partido único y en sede única en campo neutral.

### Descenso a Tercera División
Al término de la temporada los cuatro últimos clasificados de cada grupo descendían directamente a Tercera División. A estos dieciséis equipos se sumaban dos más, que salían de una promoción por la permanencia (desde la temporada 1993/94) que disputaban los decimosextos clasificados de cada grupo. La promoción de permanencia se disputaba por eliminación directa a doble partido y los emparejamientos se determinaban por sorteo. Los dos equipos derrotados perdían la categoría. 

### Equipos filiales
Los equipos filiales podían participar en Segunda División B si sus primeros equipos competían en una categoría superior de la Liga española de fútbol —Primera o Segunda División—. Los filiales y sus respectivos primeros equipos no pueden competir en la misma división; por ello, si un equipo desciende a Segunda División y su filial gana los play-off de ascenso a esta categoría, deberá quedarse obligatoriamente en Segunda B. Del mismo modo, un filial que se haya clasificado para la fase de ascenso a Segunda División no puede disputarla si el primer equipo milita en dicha categoría. En este caso, lo sustituye el quinto clasificado de su grupo. Esto no será así si el primer equipo milita en 2ª División, pero se clasifica para la fase de ascenso a Primera División o si entra entre los 2 primeros equipos de la 2ª División y asciende de manera automática.
Esta competición solo podían ser jugada por un segundo filial de un club —o equipo "C"—, si el primer equipo participaba en la Primera División y, además, el primer filial —o equipo "B"—, participaba en la Segunda División.

## Equipos en la última edición  (2020-21)
| Grupo I                      | Grupo II            | Grupo III                 | Grupo IV                 | Grupo V                         |
| ---------------------------- | ------------------- | ------------------------- | ------------------------ | ------------------------------- |
| Subgrupo A                   | Subgrupo A          | Subgrupo A                | Subgrupo A               | Subgrupo A                      |
| Coruxo F.C.                  | Arenas Club         | A.E. Prat                 | Algeciras C.F.           | C.D.A. Navalcarnero             |
| Pontevedra C.F.              | Bilbao Athletic     | C.E. L'Hospitalet         | Atlético Sanluqueño C.F. | C.F. Rayo Majadahonda           |
| R.C. Ferrol                  | Barakaldo C.F.      | C.F. Badalona             | Cádiz C.F. "B"           | Atlético de Madrid "B"          |
| R.C. Celta "B"               | C. Portugalete      | F.C. Andorra              | Marbella F.C.            | Getafe C.F. "B"                 |
| R.C. Deportivo               | D. Alavés "B"       | F.C. Barcelona "B"        | R.B. Linense             | Las Rozas C.F.                  |
| S.D. Compostela              | R. Sociedad "B"     | C. Gimnàstic de Tarragona | R.C. Recreativo          | Real Madrid Castilla C.F.       |
| C.D. Guijuelo                | Real Unión Club     | C. Lleida Esportiu        | San Fernando C.D.        | C. Internacional de Madrid      |
| Zamora C.F.                  | S.D. Amorebieta     | R.C.D. Espanyol "B"       | U.D. Tamaraceite         | U.D. San Sebastián de los Reyes |
| Salamanca C.F.               | S.D. Leioa          | U.E. Cornellà             | C.D. Marino              | C.D. Atlético Baleares          |
| Unionistas de Salamanca C.F. | C.D. Laredo         | U.E. Llagostera           | U.D. Las Palmas Atlético | U.D. Poblense                   |
|                              | Racing de Santander | U.E. Olot                 |                          |                                 |
| Subgrupo B                   | Subgrupo B          | Subgrupo B                | Subgrupo B               | Subgrupo B                      |
| C.D. Covadonga               | C.D. Calahorra      | C.D. Alcoyano             | Betis Deportivo Balompié | A.D. Mérida                     |
| C. Marino de Luanco          | S.D. Logroñés       | Atlético Levante U.D.     | Recreativo Granada       | C.D. Badajoz                    |
| C.D. Lealtad                 | C. Haro Deportivo   | Atzeneta U.E.             | Córdoba C.F.             | C.D. Don Benito                 |
| R. Oviedo Vetusta            | C.D. Izarra         | C.F. La Nucía             | C.D. El Ejido 2012       | C.F. Villanovense               |
| R. Sporting "B"              | C.D. Tudelano       | Hércules de Alicante C.F. | Linares Dep.             | Extremadura U.D.                |
| U.P. Langreo                 | C.A. Osasuna "B"    | Orihuela C.F.             | Sevilla Atlético C.      | U.D. Melilla                    |
| Burgos C.F.                  | U.D. Mutilvera      | Valencia C.F. Mestalla    | C.F. Lorca Deportiva     | C.F. Talavera de la Reina       |
| Cultural Leonesa             | C.D. Ebro           | Villarreal C.F. "B"       | Real Murcia C.F.         | C.P. Villarrobledo              |
| Real Valladolid Promesas     | S.D. Tarazona       | S.C.R. Peña Deportiva     | UCAM Murcia C.F.         | U.D. Socuéllamos                |
| C.D. Numancia                | S.D. Ejea           | U.D. Ibiza                | Yeclano Deportivo        | Villarrubia C.F.                |

     Clubes que permanecen en la categoría

     Clubes procedentes de Segunda División

     Clubes procedentes de Tercera División

## Historia

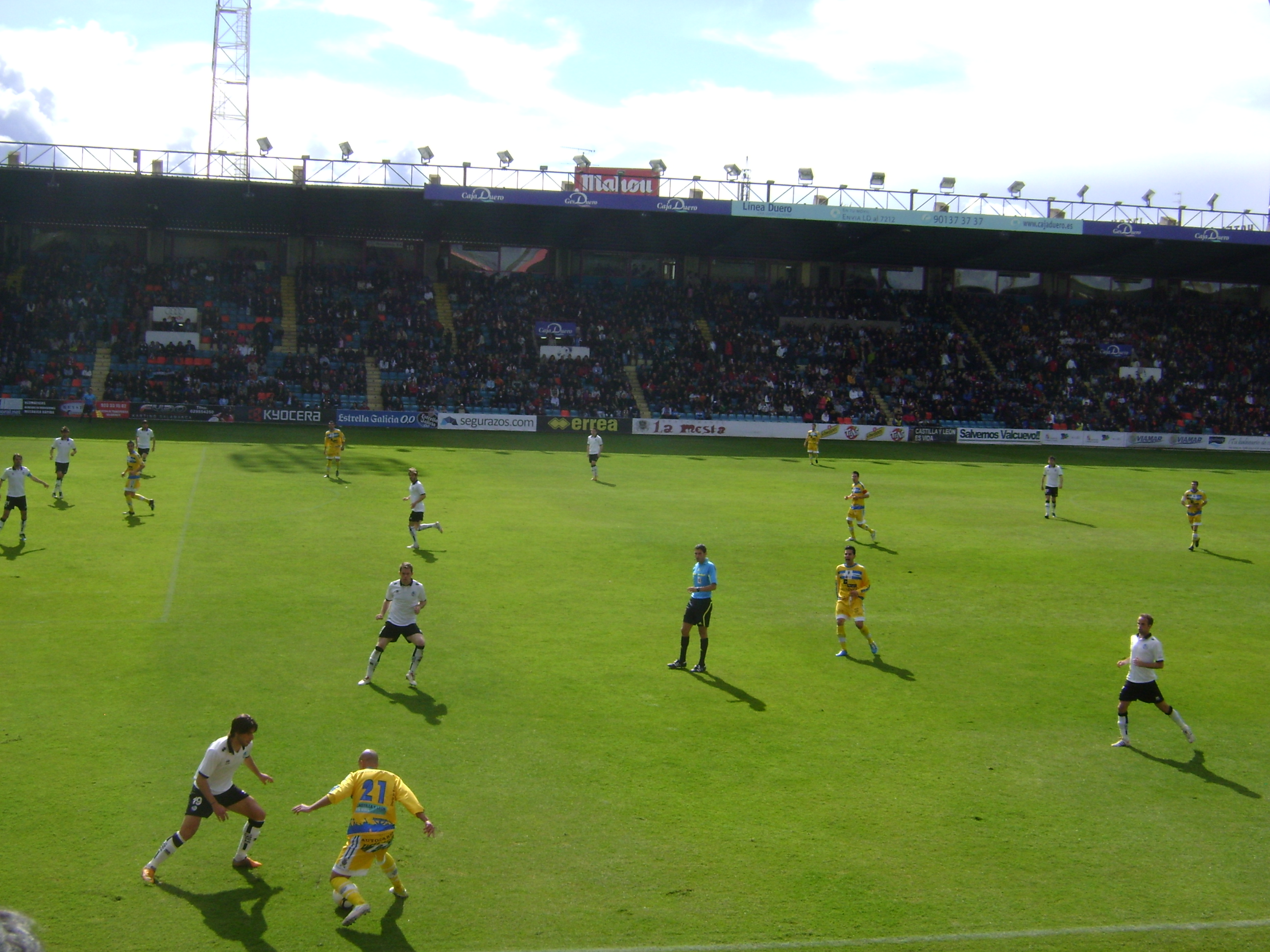
Partido de Segunda División B disputado por la UD Salamanca en El Helmántico.

La Segunda División "B" se introdujo la temporada 1977-78 como una categoría intermedia entre la Segunda y la Tercera División. Inicialmente estaba formada por dos grupos de veinte equipos y, al término de la temporada, el campeón y subcampeón de cada grupo eran ascendidos directamente a la categoría de plata, mientras que los tres últimos clasificados de cada grupo eran descendidos a Tercera División.
En la temporada 1985-86, con motivo de la reducción de la Segunda División, sólo ascendieron los dos campeones, mientras que los trece últimos clasificados de cada grupo quedaron relegados a Tercera División. Así, en la temporada 1986-87, de forma transitoria, la Segunda División "B" estuvo formada por un grupo único de veintidós equipos. Ascendieron cuatro de ellos a Segunda División, en la que no hubo descensos por su ampliación de dieciocho a veinte equipos y, de igual modo, esa temporada no hubo descensos a Tercera División, ya que para la siguiente campaña la Segunda División "B" se amplió a ochenta equipos, repartidos en cuatro grupos de veinte. Los campeones de esos cuatro grupos eran los que ascendían a Segunda División, mientras que los cuatro últimos de cada grupo perdían la categoría junto con el decimosexto clasificado con menos puntos de los cuatro grupos.
Este sistema se mantuvo hasta la temporada 1990-91, en la que desaparecieron los ascensos directos a Segunda División y se introdujo una promoción en la que participaban los cuatro primeros clasificados de cada grupo. Estos dieciséis equipos se repartían en cuatro liguillas de cuatro equipos, de tal modo que en cada liguilla figuraba un primero, un segundo, un tercero y un cuarto de cada grupo de liga regular. Los campeones de estas liguillas eran los que obtenían el ascenso a la categoría de plata.
En la temporada 1993-94, se introdujo una promoción de permanencia disputada entre los decimosextos clasificados de los cuatro grupos. El perdedor de esta promoción, jugada por eliminación directa, descendía a Tercera División junto con los cuatro últimos clasificados de cada grupo. Hasta la temporada 2006-07 se jugaban dos eliminatorias y los perdedores de la primera se enfrentaban en una eliminatoria final, en la cual, el perdedor, descendía a Tercera División. Desde la mencionada temporada 2006-07, se juega a una sola eliminatoria, descendiendo dos equipos en este play-off, debido a la ampliación de la Tercera División de diecisiete a dieciocho grupos.
En la temporada 2004-05, se modifica nuevamente la promoción de ascenso, y el sistema de liguillas se sustituye por un play-off en el que los dieciséis equipos aspirantes al ascenso se enfrentaban por eliminación directa, en dos rondas —semifinales y final— para decidir los cuatro equipos que ascendían a Segunda División.
La última modificación en el sistema de ascenso se realiza para la temporada 2008-09. Se crea una ronda de campeones, en la que se enfrentan los cuatro campeones de cada grupo en dos eliminatorias a ida y vuelta sorteadas previamente. Los vencedores de esas eliminatorias logran el ascenso a Segunda División y se enfrentan posteriormente entre sí para dilucidar qué equipo es el campeón absoluto de la Segunda División "B". Los perdedores, como premio por haber quedado líderes de su grupo, tienen otra posibilidad de ascenso si ganan dos eliminatorias más, contra segundos, terceros y cuartos sobrevivientes, que antes, ya habían jugado entre sí una eliminatoria. Los vencedores de estas dos eliminatorias, logran el ascenso a Segunda División.

### Historial del formato de Segunda División B
| 1977-78 | 2 | 4 plazas directas (del 1.º al 2.º clasificado de cada grupo)                                                               | 6 plazas directas (del 18.º al 20.º clasificado de cada grupo)                                                                                                  |                              |
| 1978-79 | 2 | 4 plazas directas (del 1.º al 2.º clasificado de cada grupo)                                                               | 6 plazas directas (del 18.º al 20.º clasificado de cada grupo)                                                                                                  |                              |
| 1979-80 | 2 | 4 plazas directas (del 1.º al 2.º clasificado de cada grupo)                                                               | 8 plazas directas (del 17.º al 20.º clasificados) |                              |
| 1980-81 | 2 | 4 plazas directas (del 1.º al 2.º clasificado de cada grupo)                                                               | 6 plazas directas (del 18.º al 20.º clasificados de cada grupo)                                                                                                 |                              |
| 1981-82 | 2 | 4 plazas directas (del 1.º al 2.º clasificado de cada grupo)                                                               | 6 plazas directas (del 18.º al 20.º clasificados de cada grupo)                                                                                                 |                              |
| 1982-83 | 2 | 4 plazas directas (del 1.º al 2.º clasificado de cada grupo)                                                               | 6 plazas directas (del 18.º al 20.º clasificados de cada grupo)                                                                                                 |                              |
| 1983-84 | 2 | 4 plazas directas (del 1.º al 2.º clasificado de cada grupo)                                                               | 6 plazas directas (del 18.º al 20.º clasificados de cada grupo)                                                                                                 |                              |
| 1984-85 | 2 | 4 plazas directas (del 1.º al 2.º clasificado de cada grupo)                                                               | 6 plazas directas (del 18.º al 20.º clasificados de cada grupo)                                                                                                 |                              |
| 1985-86 | 2 | 2 plazas directas (el 1.º clasificado de cada grupo)                                                                       | 26 plazas directas (del 8.º al 20.º clasificados de cada grupo)                                                                                                 |                              |
| 1986-87 | 1 | 4 plazas directas (del 1.º al 4.º clasificado del grupo)                                                                   | No hubo por reestructuración | No hubo por reestructuración |
| 1987-88 | 4 | 4 plazas directas (el 1.º clasificado de cada grupo)                                                                       | 17 plazas directas (del 17.º al 20.º clasificados de cada grupo más 16.º de un grupo)                                                                           |                              |
| 1988-89 | 4 | 4 plazas directas (el 1.º clasificado de cada grupo)                                                                       | 17 plazas directas (del 17.º al 20.º clasificados de cada grupo más 16.º de un grupo)                                                                           |                              |
| 1989-90 | 4 | 4 plazas directas (el 1.º clasificado de cada grupo)                                                                       | 17 plazas directas (del 17.º al 20.º clasificados de cada grupo más 16.º de un grupo)                                                                           |                              |
| 1990-91 | 4 | 4 plazas directas mediante un sistema de Liguilla por grupos con 16 equipos (del 1.º al 4.º clasificado de cada grupo)     | 17 plazas directas (del 17.º al 20.º clasificados de cada grupo más 16.º de un grupo)                                                                           |                              |
| 1991-92 | 4 | 4 plazas directas mediante un sistema de Liguilla por grupos con 16 equipos (del 1.º al 4.º clasificado de cada grupo)     | 17 plazas directas (del 17.º al 20.º clasificados de cada grupo más 16.º de un grupo)                                                                           |                              |
| 1992-93 | 4 | 4 plazas directas mediante un sistema de Liguilla por grupos con 16 equipos (del 1.º al 4.º clasificado de cada grupo)     | 17 plazas directas (del 17.º al 20.º clasificados de cada grupo más 16.º de un grupo)                                                                           |                              |
| 1993-94 | 4 | 4 plazas directas mediante un sistema de Liguilla por grupos con 16 equipos (del 1.º al 4.º clasificado de cada grupo)     | 16 plazas directas (del 17.º al 20.º clasificados de cada grupo) y 1 plaza directa con eliminatorias entre 4 equipos (el 16.º clasificado de cada grupo)        |                              |
| 1994-95 | 4 | 4 plazas directas mediante un sistema de Liguilla por grupos con 16 equipos (del 1.º al 4.º clasificado de cada grupo)     | 16 plazas directas (del 17.º al 20.º clasificados de cada grupo) y 1 plaza directa con eliminatorias entre 4 equipos (el 16.º clasificado de cada grupo)        |                              |
| 1995-96 | 4 | 4 plazas directas mediante un sistema de Liguilla por grupos con 16 equipos (del 1.º al 4.º clasificado de cada grupo)     | 16 plazas directas (del 17.º al 20.º clasificados de cada grupo) y 1 plaza directa con eliminatorias entre 4 equipos (el 16.º clasificado de cada grupo)        |                              |
| 1996-97 | 4 | 4 plazas directas mediante un sistema de Liguilla por grupos con 16 equipos (del 1.º al 4.º clasificado de cada grupo)     | 16 plazas directas (del 17.º al 20.º clasificados de cada grupo) y 1 plaza directa con eliminatorias entre 4 equipos (el 16.º clasificado de cada grupo)        |                              |
| 1997-98 | 4 | 4 plazas directas mediante un sistema de Liguilla por grupos con 16 equipos (del 1.º al 4.º clasificado de cada grupo)     | 16 plazas directas (del 17.º al 20.º clasificados de cada grupo) y 1 plaza directa con eliminatorias entre 4 equipos (el 16.º clasificado de cada grupo)        |                              |
| 1998-99 | 4 | 4 plazas directas mediante un sistema de Liguilla por grupos con 16 equipos (del 1.º al 4.º clasificado de cada grupo)     | 16 plazas directas (del 17.º al 20.º clasificados de cada grupo) y 1 plaza directa con eliminatorias entre 4 equipos (el 16.º clasificado de cada grupo)        |                              |
| 1999-00 | 4 | 4 plazas directas mediante un sistema de Liguilla por grupos con 16 equipos (del 1.º al 4.º clasificado de cada grupo)     | 16 plazas directas (del 17.º al 20.º clasificados de cada grupo) y 1 plaza directa con eliminatorias entre 4 equipos (el 16.º clasificado de cada grupo)        |                              |
| 2000-01 | 4 | 4 plazas directas mediante un sistema de Liguilla por grupos con 16 equipos (del 1.º al 4.º clasificado de cada grupo)     | 16 plazas directas (del 17.º al 20.º clasificados de cada grupo) y 1 plaza directa con eliminatorias entre 4 equipos (el 16.º clasificado de cada grupo)        |                              |
| 2001-02 | 4 | 4 plazas directas mediante un sistema de Liguilla por grupos con 16 equipos (del 1.º al 4.º clasificado de cada grupo)     | 16 plazas directas (del 17.º al 20.º clasificados de cada grupo) y 1 plaza directa con eliminatorias entre 4 equipos (el 16.º clasificado de cada grupo)        |                              |
| 2002-03 | 4 | 4 plazas directas mediante un sistema de Liguilla por grupos con 16 equipos (del 1.º al 4.º clasificado de cada grupo)     | 16 plazas directas (del 17.º al 20.º clasificados de cada grupo) y 1 plaza directa con eliminatorias entre 4 equipos (el 16.º clasificado de cada grupo)        |                              |
| 2003-04 | 4 | 4 plazas directas mediante un sistema de Liguilla por grupos con 16 equipos (del 1.º al 4.º clasificado de cada grupo)     | 16 plazas directas (del 17.º al 20.º clasificados de cada grupo) y 1 plaza directa con eliminatorias entre 4 equipos (el 16.º clasificado de cada grupo)        |                              |
| 2004-05 | 4 | 4 plazas directas mediante eliminatorias por grupos con 16 equipos (del 1.º al 4.º clasificado de cada grupo)              | 16 plazas directas (del 17.º al 20.º clasificados de cada grupo) y 1 plaza directa con eliminatorias entre 4 equipos (el 16.º clasificado de cada grupo)        |                              |
| 2005-06 | 4 | 4 plazas directas mediante eliminatorias por grupos con 16 equipos (del 1.º al 4.º clasificado de cada grupo)              | 16 plazas directas (del 17.º al 20.º clasificados de cada grupo) y 1 plaza directa con eliminatorias entre 4 equipos (el 16.º clasificado de cada grupo)        |                              |
| 2006-07 | 4 | 4 plazas directas mediante eliminatorias por grupos con 16 equipos (del 1.º al 4.º clasificado de cada grupo)              | 16 plazas directas (del 17.º al 20.º clasificados de cada grupo) y 2 plazas directas con eliminatorias entre 4 equipos (el 16.º clasificado de cada grupo)      |                              |
| 2007-08 | 4 | 4 plazas directas mediante eliminatorias por grupos con 16 equipos (del 1.º al 4.º clasificado de cada grupo)              | 16 plazas directas (del 17.º al 20.º clasificados de cada grupo) y 2 plazas directas con eliminatorias entre 4 equipos (el 16.º clasificado de cada grupo)      |                              |
| 2008-09 | 4 | 4 plazas directas mediante eliminatorias directas con 16 equipos (del 1.º al 4.º clasificado de cada grupo)                | 16 plazas directas (del 17.º al 20.º clasificados de cada grupo) y 2 plazas directas con eliminatorias entre 4 equipos (el 16.º clasificado de cada grupo)      |                              |
| 2009-10 | 4 | 4 plazas directas mediante eliminatorias directas con 16 equipos (del 1.º al 4.º clasificado de cada grupo)                | 16 plazas directas (del 17.º al 20.º clasificados de cada grupo) y 2 plazas directas con eliminatorias entre 4 equipos (el 16.º clasificado de cada grupo)      |                              |
| 2010-11 | 4 | 4 plazas directas mediante eliminatorias directas con 16 equipos (del 1.º al 4.º clasificado de cada grupo)                | 16 plazas directas (del 17.º al 20.º clasificados de cada grupo) y 2 plazas directas con eliminatorias entre 4 equipos (el 16.º clasificado de cada grupo)      |                              |
| 2011-12 | 4 | 4 plazas directas mediante eliminatorias directas con 16 equipos (del 1.º al 4.º clasificado de cada grupo)                | 16 plazas directas (del 17.º al 20.º clasificados de cada grupo) y 2 plazas directas con eliminatorias entre 4 equipos (el 16.º clasificado de cada grupo)      |                              |
| 2012-13 | 4 | 4 plazas directas mediante eliminatorias directas con 16 equipos (del 1.º al 4.º clasificado de cada grupo)                | 16 plazas directas (del 17.º al 20.º clasificados de cada grupo) y 2 plazas directas con eliminatorias entre 4 equipos (el 16.º clasificado de cada grupo)      |                              |
| 2013-14 | 4 | 4 plazas directas mediante eliminatorias directas con 16 equipos (del 1.º al 4.º clasificado de cada grupo)                | 16 plazas directas (del 17.º al 20.º clasificados de cada grupo) y 2 plazas directas con eliminatorias entre 4 equipos (el 16.º clasificado de cada grupo)      |                              |
| 2014-15 | 4 | 4 plazas directas mediante eliminatorias directas con 16 equipos (del 1.º al 4.º clasificado de cada grupo)                | 16 plazas directas (del 17.º al 20.º clasificados de cada grupo) y 2 plazas directas con eliminatorias entre 4 equipos (el 16.º clasificado de cada grupo)      |                              |
| 2015-16 | 4 | 4 plazas directas mediante eliminatorias directas con 16 equipos (del 1.º al 4.º clasificado de cada grupo)                | 16 plazas directas (del 17.º al 20.º clasificados de cada grupo) y 2 plazas directas con eliminatorias entre 4 equipos (el 16.º clasificado de cada grupo)      |                              |
| 2016-17 | 4 | 4 plazas directas mediante eliminatorias directas con 16 equipos (del 1.º al 4.º clasificado de cada grupo)                | 16 plazas directas (del 17.º al 20.º clasificados de cada grupo) y 2 plazas directas con eliminatorias entre 4 equipos (el 16.º clasificado de cada grupo)      |                              |
| 2017-18 | 4 | 4 plazas directas mediante eliminatorias directas con 16 equipos (del 1.º al 4.º clasificado de cada grupo)                | 16 plazas directas (del 17.º al 20.º clasificados de cada grupo) y 2 plazas directas con eliminatorias entre 4 equipos (el 16.º clasificado de cada grupo)      |                              |
| 2018-19 | 4 | 4 plazas directas mediante eliminatorias directas con 16 equipos (del 1.º al 4.º clasificado de cada grupo)                | 16 plazas directas (del 17.º al 20.º clasificados de cada grupo) y 2 plazas directas con eliminatorias entre 4 equipos (el 16.º clasificado de cada grupo)      |                              |
| 2019-20 | 4 | 4 plazas directas mediante eliminatorias directas con 16 equipos (del 1.º al 4.º clasificado de cada grupo)                | No hubo descensos ni promoción por la pandemia de COVID-19 |                              |
| 2020-21 | 5 | 4 plazas directas mediante eliminatorias directas con 16 equipos (del 1.º al 3.º clasificado de cada grupo y el mejor 4.º) | 25 plazas directas (del 15.º al 20.º clasificados de cada grupo) y 1 plaza directa por peor clasificación por puntos entre los 16.º clasificados de cada grupo. |                              |

Los grupos estaban constituidos por veinte equipos. La posición final en la liga regular daba acceso a una serie de eliminatorias de ascenso o descenso una vez acabada la fase regular o a la participación en torneos para la siguiente temporada, caso de la Copa del Rey aunque en este torneo quedaban excluidos los filiales. Los descensos eran en número fijo pero podían descender algunos equipos más en caso de impagos (descenso administrativo) o por liquidación del equipo (desaparición del equipo). En líneas generales los puestos eran los siguientes:
| Liga regular             | Situación                | Sistema                                                                        |
| ------------------------ | ------------------------ | ------------------------------------------------------------------------------ |
| 1.º                      | Campeón                  | Clasificado para la promoción de ascenso en ruta de campeones.                 |
| 2.º, 3.º y 4.º           | Promoción de ascenso     | Clasificados para la promoción de ascenso en ruta de no campeones.             |
| 1.º, 2.º, 3.º, 4º. y 5.º | Copa del Rey             | Los cinco primeros equipos de cada grupo se clasificaban para la Copa del Rey. |
| Otras posiciones         | Copa del Rey             | Los cuatro equipos con mejores puntuaciones entre todos los grupos.            |
| 16.º                     | Promoción de permamencia | Los 4 equipos debían jugar una eliminatoria, los dos perdedores descendía.     |
| 17.º, 18.º, 19.º y 20.º  | Descenso                 | Los cuatro últimos clasficiados descendían directamente.                       |

### Evolución geográfica de los grupos
En todas las temporadas de Segunda División B, salvo en la temporada de 1986-87 que hubo grupo único, los equipos de esta categoría fueron distribuidos en varios grupos atendiendo a criterios de cercanía geográfica. Así, los equipos de una misma comunidad autónoma se agrupaban en el mismo grupo junto con otros equipos de otras comunidades autónomas próximas. No obstante, podían darse algunas excepciones como los equipos de los archipiélagos canario y balear que se encuadraban normalmente en grupos con equipos peninsulares y si la comunidad autónoma tenía equipos muy distanciados geográficamente, estos podían ser repartidos entre varios grupos. 
Desde que se instauraron los cuatro grupos, se ha mantenido cierto criterio geográfico para encuadrar a los equipos, así, el grupo I ha estado incluido siempre por equipos gallegos, asturianos, madrileños, castellano-leoneses y canarios. En el grupo II han primado equipos vascos, navarros, riojanos, cantabros y castellano-leoneses. El grupo III tradicionalmente se ha vinculado al Levante peninsular con equipos catalanes, valencianos y baleares; y, el grupo IV ha sido un grupo tradicionalmente copado por equipos andaluces, extremeños, murcianos, melillenses y ceutíes. Por su parte, los equipos castellano-manchegos han ido rotando en diferentes grupos, incluso a dividirse en dos grupos o tres grupos al mismo tiempo, y también el FC Andorra, único club extranjero que milita en el Sistema de ligas de fútbol de España, que ha sido encuadrado en varios grupos distintos. 
| Grupos de 2ªB                                                           |
| ----------------------------------------------------------------------- |
| Grupo I Grupo II Grupo I (único) Grupo III Grupo IV Grupo V Sin equipos |

| Evolución 1977-1999  | Evolución 1977-1999 | Evolución 1977-1999 | Evolución 1977-1999 | Evolución 1977-1999 | Evolución 1977-1999 | Evolución 1977-1999 | Evolución 1977-1999 | Evolución 1977-1999 | Evolución 1977-1999 | Evolución 1977-1999 | Evolución 1977-1999 | Evolución 1977-1999 | Evolución 1977-1999 | Evolución 1977-1999 | Evolución 1977-1999 | Evolución 1977-1999 | Evolución 1977-1999 | Evolución 1977-1999 | Evolución 1977-1999 | Evolución 1977-1999 | Evolución 1977-1999 | Evolución 1977-1999 | Evolución 1977-1999 |
| Territorios          | 78                  | 79                  | 80                  | 81                  | 82                  | 83                  | 84                  | 85                  | 86                  | 87                  | 88                  | 89                  | 90                  | 91                  | 92                  | 93                  | 94                  | 95                  | 96                  | 97                  | 98                  | 99                  |                     |
| -------------------- | ------------------- | ------------------- | ------------------- | ------------------- | ------------------- | ------------------- | ------------------- | ------------------- | ------------------- | ------------------- | ------------------- | ------------------- | ------------------- | ------------------- | ------------------- | ------------------- | ------------------- | ------------------- | ------------------- | ------------------- | ------------------- | ------------------- | ------------------- |
| Andalucía            | G II                | G II                | G II                | G II                | G II                | G II                | G II                | G II                | G II                | G I                 | G III               | G III               | G III               | G III               | G IV                | G IV                | G IV                | G IV                | G IV                | G IV                | G IV                | G IV                |                     |
| Andalucía            | G II                | G II                | G II                | G II                | G II                | G II                | G II                | G II                | G II                | G I                 | G IV                |                     | G III               | G III               | G IV                | G IV                | G IV                | G IV                | G IV                | G IV                | G IV                | G IV                |                     |
|                      |                     |                     |                     |                     |                     |                     |                     |                     |                     |                     |                     |                     |                     |                     |                     |                     |                     |                     |                     |                     |                     |                     |                     |
| Aragón               | G I                 | G I                 | G I                 | G I                 | G I                 | G I                 | G I                 | G I                 | G I                 | G I                 | G II                | G II                | G II                | G II                | G II                | G II                | G II                | G II                | G III               | G II                | G II                | G II                |                     |
| Aragón               | G I                 | G I                 | G I                 | G I                 | G I                 | G I                 | G II                | G I                 | G I                 | G I                 | G IV                | G II                | G II                | G II                | G II                | G II                | G II                | G II                | G III               | G II                | G II                | G II                |                     |
|                      |                     |                     |                     |                     |                     |                     |                     |                     |                     |                     |                     |                     |                     |                     |                     |                     |                     |                     |                     |                     |                     |                     |                     |
| Asturias             | G I                 | G I                 | G I                 | G I                 | G I                 | G I                 | G I                 | G I                 | G I                 |                     | G I                 | G I                 | G I                 | G I                 | G I                 | G I                 | G I                 | G I                 | G II                | G I                 | G I                 | G I                 |                     |
|                      |                     |                     |                     |                     |                     |                     |                     |                     |                     |                     |                     |                     |                     |                     |                     |                     |                     |                     |                     |                     |                     |                     |                     |
| Islas Baleares       | G II                | G II                | G II                | G II                | G II                | G II                | G II                | G II                | G II                | G I                 | G II                | G II                | G IV                | G IV                | G II                | G III               | G III               |                     | G III               | G I                 | G III               |                     |                     |
|                      |                     |                     |                     |                     |                     |                     |                     |                     |                     |                     |                     |                     |                     |                     |                     |                     |                     |                     |                     |                     |                     |                     |                     |
| Canarias             |                     | G I                 | G I                 | G I                 | G I                 | G I                 |                     |                     |                     | G I                 | G III               | G III               | G III               | G III               | G IV                | G IV                | G IV                | G I                 | G I                 | G IV                | G III               | G I                 |                     |
| Canarias             | G II                | G I                 | G I                 | G I                 |                     | G I                 |                     |                     |                     | G I                 | G III               | G III               | G III               | G III               | G IV                | G IV                | G IV                | G I                 | G I                 | G IV                | G III               | G I                 |                     |
|                      |                     |                     |                     |                     |                     |                     |                     |                     |                     |                     |                     |                     |                     |                     |                     |                     |                     |                     |                     |                     |                     |                     |                     |
| Cantabria            |                     |                     |                     |                     |                     |                     |                     |                     |                     |                     | G I                 | G I                 | G II                | G II                | G I                 | G II                | G II                | G II                |                     | G II                | G II                | G II                |                     |
|                      |                     |                     |                     |                     |                     |                     |                     |                     |                     |                     |                     |                     |                     |                     |                     |                     |                     |                     |                     |                     |                     |                     |                     |
| Castilla-La Mancha   |                     | G II                | G II                | G II                | G II                | G II                | G II                | G II                | G II                | G I                 | G III               | G III               | G III               | G III               | G III               | G I                 | G I                 | G IV                | G I                 | G I                 | G I                 | G I                 |                     |
| Castilla-La Mancha   | G IV                | G IV                | G II                | G II                | G II                | G II                | G II                | G II                | G II                | G I                 | G I                 | G IV                | G II                |                     | G III               | G I                 | G I                 | G IV                | G I                 | G I                 | G I                 |                     |                     |
| Castilla-La Mancha   | G IV                | G IV                | G II                | G II                | G II                | G II                | G II                | G II                | G II                | G I                 | G I                 | G IV                | G IV                |                     | G III               | G I                 | G I                 | G IV                | G I                 | G I                 | G I                 |                     |                     |
|                      |                     |                     |                     |                     |                     |                     |                     |                     |                     |                     |                     |                     |                     |                     |                     |                     |                     |                     |                     |                     |                     |                     |                     |
| Castilla y León      | G I                 | G I                 | G I                 | G I                 | G I                 | G I                 | G II                | G I                 | G I                 | G I                 | G I                 | G I                 | G I                 | G I                 | G I                 | G I                 | G I                 | G I                 | G II                | G II                | G II                | G II                |                     |
| Castilla y León      | G I                 | G I                 | G I                 | G I                 | G I                 | G I                 | G II                | G I                 | G I                 | G I                 | G II                | G III               | G II                | G II                | G I                 | G II                | G II                | G II                | G II                | G II                | G II                | G II                |                     |
| Castilla y León      | G I                 | G I                 | G I                 | G I                 | G I                 | G I                 | G II                | G I                 | G I                 | G I                 | G III               | G III               | G II                | G II                | G I                 | G II                | G II                | G II                | G II                | G II                | G II                | G II                |                     |
|                      |                     |                     |                     |                     |                     |                     |                     |                     |                     |                     |                     |                     |                     |                     |                     |                     |                     |                     |                     |                     |                     |                     |                     |
| Cataluña             | G II                | G II                | G II                | G II                | G I                 | G I                 | G I                 | G I                 | G I                 | G I                 | G II                | G II                | G IV                | G II                | G II                | G III               | G III               | G III               | G III               | G III               | G III               | G III               |                     |
| Cataluña             | G II                | G II                | G II                | G II                | G II                | G II                | G II                | G II                | G I                 | G I                 | G II                | G II                | G IV                | G IV                | G II                | G III               | G III               | G III               | G III               | G III               | G III               | G III               |                     |
|                      |                     |                     |                     |                     |                     |                     |                     |                     |                     |                     |                     |                     |                     |                     |                     |                     |                     |                     |                     |                     |                     |                     |                     |
| Comunidad Valenciana | G II                | G II                | G II                | G II                | G II                | G II                | G II                | G II                | G II                | G I                 | G IV                | G IV                | G IV                | G IV                | G III               | G III               | G III               | G III               | G III               | G III               | G III               | G III               |                     |
| Comunidad Valenciana | G II                | G II                | G II                | G II                | G II                | G II                | G II                | G II                | G II                | G I                 | G IV                | G IV                | G IV                | G IV                | G III               | G III               | G III               | G III               | G IV                | G III               | G III               | G III               |                     |
|                      |                     |                     |                     |                     |                     |                     |                     |                     |                     |                     |                     |                     |                     |                     |                     |                     |                     |                     |                     |                     |                     |                     |                     |
| Extremadura          | G II                | G II                | G II                | G II                | G II                | G II                | G II                | G II                | G II                |                     | G III               | G III               | G III               | G III               | G IV                | G IV                | G IV                | G IV                |                     | G IV                | G I                 | G IV                |                     |
|                      |                     |                     |                     |                     |                     |                     |                     |                     |                     |                     |                     |                     |                     |                     |                     |                     |                     |                     |                     |                     |                     |                     |                     |
| Galicia              | G I                 | G I                 | G I                 | G I                 | G I                 | G I                 | G I                 | G I                 | G I                 | G I                 | G I                 | G I                 | G I                 | G I                 | G I                 | G I                 | G I                 | G I                 | G I                 | G I                 | G I                 | G I                 |                     |
|                      |                     |                     |                     |                     |                     |                     |                     |                     |                     |                     |                     |                     |                     |                     |                     |                     |                     |                     |                     |                     |                     |                     |                     |
| La Rioja             |                     | G I                 | G I                 | G I                 | G I                 | G I                 | G I                 |                     |                     |                     | G II                | G II                | G II                |                     | G I                 | G II                | G II                | G II                | G II                | G II                |                     | G II                |                     |
|                      |                     |                     |                     |                     |                     |                     |                     |                     |                     |                     |                     |                     |                     |                     |                     |                     |                     |                     |                     |                     |                     |                     |                     |
| Comunidad de Madrid  | G I                 | G I                 | G I                 | G I                 | G I                 | G II                | G II                | G II                | G II                | G I                 | G III               | G III               | G I                 | G I                 | G III               | G I                 | G I                 | G I                 | G I                 | G I                 | G I                 | G I                 |                     |
| Comunidad de Madrid  | G I                 | G I                 | G I                 | G I                 | G II                | G II                | G II                | G II                | G II                | G I                 | G III               | G III               | G I                 | G I                 | G III               | G I                 | G I                 | G I                 | G I                 | G I                 | G I                 | G I                 |                     |
|                      |                     |                     |                     |                     |                     |                     |                     |                     |                     |                     |                     |                     |                     |                     |                     |                     |                     |                     |                     |                     |                     |                     |                     |
| Región de Murcia     |                     |                     |                     | G II                | G II                | G II                | G II                |                     | G II                |                     | G IV                | G IV                | G IV                | G IV                | G III               | G III               | G III               | G III               | G IV                | G III               | G IV                | G III               |                     |
| Región de Murcia     | G IV                |                     |                     | G II                | G II                | G II                | G II                |                     | G II                |                     | G IV                | G IV                | G IV                | G IV                | G III               | G III               | G III               |                     | G IV                | G III               | G IV                | G III               |                     |
|                      |                     |                     |                     |                     |                     |                     |                     |                     |                     |                     |                     |                     |                     |                     |                     |                     |                     |                     |                     |                     |                     |                     |                     |
| Navarra              | G I                 |                     |                     |                     |                     | G I                 | G I                 | G I                 |                     |                     | G II                | G II                | G II                | G II                | G II                | G II                | G II                | G II                | G II                | G II                | G II                | G II                |                     |
| Navarra              | G I                 | G I                 |                     |                     |                     | G I                 | G I                 | G I                 |                     |                     | G II                | G II                | G II                | G II                |                     | G II                | G II                | G II                | G II                | G II                | G II                | G II                |                     |
|                      |                     |                     |                     |                     |                     |                     |                     |                     |                     |                     |                     |                     |                     |                     |                     |                     |                     |                     |                     |                     |                     |                     |                     |
| País Vasco           | G I                 | G I                 | G I                 | G I                 | G I                 | G I                 | G I                 | G I                 | G I                 | G I                 | G I                 | G I                 | G II                | G II                | G II                | G II                | G II                | G II                | G II                | G II                | G II                | G II                |                     |
| País Vasco           | G I                 | G I                 | G I                 | G I                 | G I                 | G I                 | G I                 | G I                 | G I                 | G I                 | G II                |                     | G II                | G II                | G II                | G II                | G II                | G II                | G II                | G II                | G II                | G II                |                     |
|                      |                     |                     |                     |                     |                     |                     |                     |                     |                     |                     |                     |                     |                     |                     |                     |                     |                     |                     |                     |                     |                     |                     |                     |
| Ceuta                | G II                | G II                | G II                |                     | G II                | G II                | G II                | G II                | G II                | G I                 | G IV                | G IV                | G III               | G III               |                     |                     |                     |                     |                     |                     |                     | G IV                |                     |
|                      |                     |                     |                     |                     |                     |                     |                     |                     |                     |                     |                     |                     |                     |                     |                     |                     |                     |                     |                     |                     |                     |                     |                     |
| Melilla              |                     |                     |                     |                     |                     |                     |                     |                     |                     |                     | G IV                | G IV                | G III               | G III               | G IV                | G IV                | G IV                | G IV                | G IV                | G IV                | G IV                | G IV                |                     |
|                      |                     |                     |                     |                     |                     |                     |                     |                     |                     |                     |                     |                     |                     |                     |                     |                     |                     |                     |                     |                     |                     |                     |                     |
| Andorra              |                     |                     |                     | G II                | G II                | G I                 | G I                 | G I                 | G I                 |                     | G II                | G II                | G II                | G II                | G II                | G II                | G III               | G III               | G III               | G III               | G III               |                     |                     |

| Evolución 2000-2021  | Evolución 2000-2021 | Evolución 2000-2021 | Evolución 2000-2021 | Evolución 2000-2021 | Evolución 2000-2021 | Evolución 2000-2021 | Evolución 2000-2021 | Evolución 2000-2021 | Evolución 2000-2021 | Evolución 2000-2021 | Evolución 2000-2021 | Evolución 2000-2021 | Evolución 2000-2021 | Evolución 2000-2021 | Evolución 2000-2021 | Evolución 2000-2021 | Evolución 2000-2021 | Evolución 2000-2021 | Evolución 2000-2021 | Evolución 2000-2021 | Evolución 2000-2021 | Evolución 2000-2021 |
| Territorios          | 00                  | 01                  | 02                  | 03                  | 04                  | 05                  | 06                  | 07                  | 08                  | 09                  | 10                  | 11                  | 12                  | 13                  | 14                  | 15                  | 16                  | 17                  | 18                  | 19                  | 20                  | 21                  |
| -------------------- | ------------------- | ------------------- | ------------------- | ------------------- | ------------------- | ------------------- | ------------------- | ------------------- | ------------------- | ------------------- | ------------------- | ------------------- | ------------------- | ------------------- | ------------------- | ------------------- | ------------------- | ------------------- | ------------------- | ------------------- | ------------------- | ------------------- |
| Andalucía            | G IV                | G IV                | G IV                | G IV                | G IV                | G IV                | G IV                | G IV                | G IV                | G IV                | G IV                | G IV                | G IV                | G IV                | G IV                | G IV                | G IV                | G IV                | G IV                | G IV                | G IV                | G IV                |
|                      |                     |                     |                     |                     |                     |                     |                     |                     |                     |                     |                     |                     |                     |                     |                     |                     |                     |                     |                     |                     |                     |                     |
| Aragón               | G II                | G II                | G II                | G II                | G II                | G III               | G III               | G III               | G II                |                     |                     | G III               | G III               | G II                | G II                | G II                | G II                | G III               | G III               | G III               | G III               | G II                |
| Aragón               | G II                | G II                | G II                | G II                | G II                | G III               | G III               | G III               | G II                | G III               |                     | G III               | G III               | G II                | G II                |                     | G II                | G III               | G III               | G III               | G III               | G II                |
|                      |                     |                     |                     |                     |                     |                     |                     |                     |                     |                     |                     |                     |                     |                     |                     |                     |                     |                     |                     |                     |                     |                     |
| Asturias             | G I                 | G I                 | G I                 | G I                 | G I                 | G II                | G II                | G II                | G I                 | G I                 | G II                | G II                | G I                 | G I                 | G I                 | G I                 | G I                 | G I                 | G II                | G II                | G I                 | G I                 |
|                      |                     |                     |                     |                     |                     |                     |                     |                     |                     |                     |                     |                     |                     |                     |                     |                     |                     |                     |                     |                     |                     |                     |
| Islas Baleares       | G III               | G III               | G IV                | G III               | G III               | G I                 |                     |                     | G III               | G III               | G III               | G III               | G III               | G III               | G III               | G III               | G III               | G III               | G III               | G III               | G I                 | G III               |
| Islas Baleares       | G III               | G III               | G IV                | G III               | G III               | G I                 | G IV                | G V                 | G III               | G III               | G III               | G III               | G III               | G III               | G III               | G III               | G III               | G III               | G III               |                     | G I                 |                     |
|                      |                     |                     |                     |                     |                     |                     |                     |                     |                     |                     |                     |                     |                     |                     |                     |                     |                     |                     |                     |                     |                     |                     |
| Canarias             | G I                 | G I                 | G III               | G I                 | G IV                | G I                 | G I                 | G I                 | G I                 | G II                | G II                | G I                 | G I                 | G I                 | G II                | G II                | G II                | G II                | G IV                | G I                 | G I                 | G IV                |
|                      |                     |                     |                     |                     |                     |                     |                     |                     |                     |                     |                     |                     |                     |                     |                     |                     |                     |                     |                     |                     |                     |                     |
| Cantabria            | G II                | G II                | G I                 | G II                | G I                 | G II                | G II                | G I                 |                     | G I                 | G II                | G II                | G II                | G II                | G I                 | G I                 | G I                 | G I                 | G II                | G II                |                     | G II                |
|                      |                     |                     |                     |                     |                     |                     |                     |                     |                     |                     |                     |                     |                     |                     |                     |                     |                     |                     |                     |                     |                     |                     |
| Castilla-La Mancha   | G II                | G I                 | G III               | G II                | G II                | G IV                | G IV                | G I                 | G II                | G IV                | G II                | G I                 | G I                 | G IV                | G II                | G II                | G II                | G II                | G I                 | G III               | G IV                | G V                 |
| Castilla-La Mancha   | G IV                | G III               | G III               | G II                | G II                | G IV                | G IV                | G I                 | G IV                | G IV                | G II                | G IV                | G IV                | G IV                | G IV                | G IV                | G II                | G IV                | G I                 | G IV                | G IV                | G V                 |
| Castilla-La Mancha   | G IV                | G IV                | G III               | G II                | G II                | G IV                | G IV                | G I                 | G IV                | G IV                | G II                | G IV                | G IV                | G IV                | G IV                | G IV                | G II                | G IV                | G I                 | G IV                | G IV                | G V                 |
|                      |                     |                     |                     |                     |                     |                     |                     |                     |                     |                     |                     |                     |                     |                     |                     |                     |                     |                     |                     |                     |                     |                     |
| Castilla y León      | G I                 | G I                 | G I                 | G I                 | G II                | G II                | G II                | G II                | G II                | G I                 | G I                 | G II                | G II                | G I                 | G I                 | G I                 | G I                 | G I                 | G I                 | G I                 | G II                | G I                 |
| Castilla y León      | G II                | G II                | G I                 | G III               | G II                | G II                | G II                | G II                | G II                | G I                 | G I                 | G II                | G II                | G I                 | G I                 | G I                 | G I                 | G I                 | G II                | G II                | G II                | G I                 |
|                      |                     |                     |                     |                     |                     |                     |                     |                     |                     |                     |                     |                     |                     |                     |                     |                     |                     |                     |                     |                     |                     |                     |
| Cataluña             | G III               | G III               | G II                | G III               | G III               | G III               | G III               | G III               | G III               | G III               | G III               | G III               | G III               | G III               | G III               | G III               | G III               | G III               | G III               | G III               | G III               | G III               |
| Cataluña             | G III               | G III               | G II                | G III               | G III               | G III               | G III               | G III               | G III               | G III               | G III               | G III               | G III               | G II                | G III               | G III               | G III               | G III               | G III               | G III               | G III               | G III               |
|                      |                     |                     |                     |                     |                     |                     |                     |                     |                     |                     |                     |                     |                     |                     |                     |                     |                     |                     |                     |                     |                     |                     |
| Comunidad Valenciana | G III               | G III               | G III               | G III               | G III               | G III               | G III               | G III               | G III               | G III               | G III               | G III               | G III               | G III               | G III               | G III               | G III               | G III               | G III               | G III               | G III               | G III               |
|                      |                     |                     |                     |                     |                     |                     |                     |                     |                     |                     |                     |                     |                     |                     |                     |                     |                     |                     |                     |                     |                     |                     |
| Extremadura          | G IV                | G IV                | G IV                | G IV                | G IV                | G IV                | G IV                | G IV                | G IV                | G II                | G II                | G I                 | G IV                | G IV                | G IV                | G IV                | G IV                | G IV                | G IV                | G IV                | G IV                | G V                 |
| Extremadura          | G IV                | G IV                | G IV                | G IV                | G IV                | G IV                | G IV                | G IV                | G IV                | G II                | G II                | G I                 | G IV                | G IV                | G IV                | G IV                | G I                 | G IV                | G IV                | G IV                | G IV                | G V                 |
|                      |                     |                     |                     |                     |                     |                     |                     |                     |                     |                     |                     |                     |                     |                     |                     |                     |                     |                     |                     |                     |                     |                     |
| Galicia              | G I                 | G I                 | G I                 | G I                 | G I                 | G I                 | G I                 | G I                 | G I                 | G I                 | G I                 | G I                 | G I                 | G I                 | G I                 | G I                 | G I                 | G I                 | G I                 | G I                 | G I                 | G I                 |
| Galicia              | G I                 | G I                 | G I                 | G I                 | G II                | G I                 | G I                 | G I                 | G I                 | G I                 | G I                 | G I                 | G I                 | G I                 | G I                 | G I                 | G I                 | G I                 | G I                 | G I                 | G I                 | G I                 |
|                      |                     |                     |                     |                     |                     |                     |                     |                     |                     |                     |                     |                     |                     |                     |                     |                     |                     |                     |                     |                     |                     |                     |
| La Rioja             | G II                | G II                | G II                | G II                | G I                 | G II                | G III               | G II                | G II                | G II                | G III               | G II                | G II                | G II                | G I                 | G I                 | G I                 | G II                | G II                | G II                | G II                | G II                |
|                      |                     |                     |                     |                     |                     |                     |                     |                     |                     |                     |                     |                     |                     |                     |                     |                     |                     |                     |                     |                     |                     |                     |
| Comunidad de Madrid  | G I                 | G I                 | G III               | G I                 | G II                | G I                 | G I                 | G I                 | G I                 | G II                | G II                | G I                 | G I                 | G I                 | G II                | G II                | G II                | G II                | G I                 | G I                 | G I                 | G V                 |
|                      |                     |                     |                     |                     |                     |                     |                     |                     |                     |                     |                     |                     |                     |                     |                     |                     |                     |                     |                     |                     |                     |                     |
| Región de Murcia     | G III               | G III               | G IV                | G IV                | G III               | G IV                | G IV                | G IV                | G IV                | G II                | G IV                | G IV                | G IV                | G IV                | G IV                | G IV                | G IV                | G IV                | G IV                | G IV                | G IV                | G IV                |
| Región de Murcia     | G IV                | G III               | G IV                | G IV                | G III               | G IV                | G IV                | G IV                | G IV                | G II                | G IV                | G IV                | G IV                | G III               | G IV                | G I                 | G IV                | G IV                | G IV                | G IV                | G IV                | G IV                |
|                      |                     |                     |                     |                     |                     |                     |                     |                     |                     |                     |                     |                     |                     |                     |                     |                     |                     |                     |                     |                     |                     |                     |
| Navarra              | G II                | G II                | G II                | G II                | G I                 | G III               | G III               | G III               | G II                | G III               | G I                 | G II                | G II                | G II                | G II                | G II                | G I                 | G I                 | G II                | G II                | G II                | G II                |
|                      |                     |                     |                     |                     |                     |                     |                     |                     |                     |                     |                     |                     |                     |                     |                     |                     |                     |                     |                     |                     |                     |                     |
| País Vasco           | G II                | G II                | G II                | G II                | G I                 | G II                | G II                | G II                | G II                | G I                 | G I                 | G II                | G II                | G II                | G II                | G II                | G II                | G II                | G II                | G II                | G II                | G II                |
| País Vasco           | G II                | G II                | G I                 | G II                | G I                 | G II                | G II                | G II                | G II                | G I                 | G I                 | G II                | G II                | G II                | G II                | G II                | G II                | G II                | G II                | G II                | G II                | G II                |
|                      |                     |                     |                     |                     |                     |                     |                     |                     |                     |                     |                     |                     |                     |                     |                     |                     |                     |                     |                     |                     |                     |                     |
| Ceuta                | G IV                | G IV                | G IV                | G IV                | G IV                | G IV                | G IV                | G IV                | G IV                | G IV                | G IV                | G IV                | G IV                |                     |                     |                     |                     |                     |                     |                     |                     |                     |
|                      |                     |                     |                     |                     |                     |                     |                     |                     |                     |                     |                     |                     |                     |                     |                     |                     |                     |                     |                     |                     |                     |                     |
| Melilla              | G IV                | G IV                | G IV                | G IV                | G IV                | G IV                | G I                 | G IV                | G IV                | G IV                | G IV                | G IV                | G IV                | G IV                | G IV                | G IV                | G IV                | G IV                | G IV                | G IV                | G I                 | G V                 |
|                      |                     |                     |                     |                     |                     |                     |                     |                     |                     |                     |                     |                     |                     |                     |                     |                     |                     |                     |                     |                     |                     |                     |
| Andorra              |                     |                     |                     |                     |                     |                     |                     |                     |                     |                     |                     |                     |                     |                     |                     |                     |                     |                     |                     |                     | G III               | G III               |

| Andalucía            | 1 temporada   | 9 temporadas  | 4 temporadas  | 32 temporadas |             |
| Aragón               | 10 temporadas | 23 temporadas | 11 temporadas | 1 temporada   |             |
| Asturias             | 35 temporadas | 8 temporadas  |               |               |             |
| Islas Baleares       | 4 temporadas  | 12 temporadas | 17 temporadas | 2 temporadas  | 1 temporada |
| Canarias             | 21 temporadas | 7 temporadas  | 6 temporadas  | 7 temporadas  |             |
| Cantabria            | 11 temporadas | 20 temporadas |               |               |             |
| Castilla-La Mancha   | 12 temporadas | 19 temporadas | 8 temporadas  | 9 temporadas  | 1 temporada |
| Castilla y León      | 31 temporadas | 22 temporadas | 3 temporadas  |               |             |
| Cataluña             | 6 temporadas  | 14 temporadas | 28 temporadas | 2 temporadas  |             |
| Comunidad Valenciana | 1 temporada   | 9 temporadas  | 30 temporadas | 5 temporadas  |             |
| Extremadura          | 3 temporadas  | 11 temporadas | 4 temporadas  | 24 temporadas | 1 temporada |
| Galicia              | 44 temporadas | 1 temporada   |               |               |             |
| La Rioja             | 11 temporadas | 25 temporadas | 2 temporadas  |               |             |
| Comunidad de Madrid  | 28 temporadas | 12 temporadas | 3 temporadas  |               | 1 temporada |
| Región de Murcia     | 1 temporada   | 6 temporadas  | 9 temporadas  | 26 temporadas |             |
| Navarra              | 9 temporadas  | 26 temporadas | 4 temporadas  |               |             |
| País Vasco           | 16 temporadas | 31 temporadas |               |               |             |
| Ceuta                | 1 temporada   | 5 temporadas  | 2 temporadas  | 16 temporadas |             |
| Melilla              | 2 temporadas  |               | 2 temporadas  | 29 temporadas | 1 temporada |
| Andorra              | 4 temporadas  | 8 temporadas  | 7 temporadas  |               |             |

### Historial de finales por el campeonato absoluto
Entre las temporadas 2008-09 y 2018-19 se estableció el título de campeón  absoluto de Segunda División B. La obtención del título se hacía a través de la promoción de ascenso a Segunda División, así, los cuatro campeones de liga en cada uno de los grupos se enfrentaban en eliminatorias a doble partido. Los vencedores ascendían directamente a Segunda División y se enfrentaban en una eliminatoria a doble partido, el ganador se proclamaba campeón absoluto de Segunda División B. 
| Temp.   | Campeón                                        | Resultado                                      | Subcampeón                                     | Notas                                          |
| ------- | ---------------------------------------------- | ---------------------------------------------- | ---------------------------------------------- | ---------------------------------------------- |
| 2008-09 | Cádiz C.F.                                     | 2 - 1 ; 1 - 1                                  | F.C. Cartagena                                 |                                                |
| 2009-10 | Granada C.F.                                   | 1 - 0 ; 0 - 0                                  | S.D. Ponferradina                              |                                                |
| 2010-11 | Real Murcia C.F.                               | 0 - 1 ; 1 - 0 (9 - 8 pen.)                     | C.E. Sabadell F.C.                             |                                                |
| 2011-12 | Real Madrid Castilla C.F.                      | 3 - 0 ; 3 - 0                                  | C.D. Mirandés                                  |                                                |
| 2012-13 | Deportivo Alavés                               | 2 - 0 ; 1 - 2                                  | C.D. Tenerife                                  |                                                |
| 2013-14 | Albacete Balompié                              | 1 - 1 ; 3 - 2                                  | Real Racing C. de Santander                    |                                                |
| 2014-15 | Real Oviedo                                    | 1 - 2 ; 3 - 0                                  | Club Gimnàstic de Tarragona                    |                                                |
| 2015-16 | UCAM Murcia C.F.                               | 0 - 0 ; 0 - 0 (5 - 3 pen.)                     | C.F. Reus Deportiu                             |                                                |
| 2016-17 | Cultural y Deportiva Leonesa                   | 1 - 1 ; 3 - 1                                  | Lorca F.C.                                     |                                                |
| 2017-18 | R.C.D. Mallorca                                | 2 - 1 ; 1 - 0                                  | C.F. Rayo Majadahonda                          |                                                |
| 2018-19 | C.F. Fuenlabrada                               | 2 - 1 ; 0 - 0                                  | Real Racing C. de Santander                    |                                                |
| 2019-20 | Final no disputada por la pandemia de COVID-19 | Final no disputada por la pandemia de COVID-19 | Final no disputada por la pandemia de COVID-19 | Final no disputada por la pandemia de COVID-19 |
| 2020-21 | Final no disputada por la pandemia de COVID-19 | Final no disputada por la pandemia de COVID-19 | Final no disputada por la pandemia de COVID-19 | Final no disputada por la pandemia de COVID-19 |

Nota: pen. = Penaltis; pro. = Prórroga.

## Palmarés

### Campeones de grupo (1978-2021)
Durante las primeras nueve temporadas, los campeones fueron de cada uno de los dos grupos o ligas. En 1986-87 solo existió un grupo donde se proclamó campeón el C. D. Tenerife. A partir de 1987-88, los campeones volvieron a ser de cada grupo, cuatro en este caso. En la temporada 2008-09 se añadió el título de campeón absoluto de la Segunda División B, resultado de la eliminatoria entre los cuatro campeones de grupo, que se mantuvo hasta la temporada 2018-19. En su última edición (2020-21), la categoría estuvo formada por cinco grupos al igual que la posterior Segunda División RFEF.
Nota: en negrita, las temporadas en las que también consiguió el ascenso a  Segunda División.
| Club                                            | Campeón | Años (grupo)                                             |
| ----------------------------------------------- | ------- | -------------------------------------------------------- |
| Levante U. D.                                   | 5       | 1979 (II), 1989 (IV), 1995 (III), 1996 (III), 1999 (III) |
| Real Madrid Castilla C. F.                      | 5       | 1991 (I), 2002 (III), 2005 (I), 2012 (I), 2016 (II)      |
| F. C. Barcelona "B"                             | 5       | 1982 (I), 1991 (III), 1998 (III), 2002 (II), 2017 (III)  |
| U. D. Salamanca                                 | 4       | 1988 (III), 1992 (I), 1994 (I), 2006 (II)                |
| Deportivo Alavés                                | 4       | 1993 (II), 1994 (II), 1995 (II), 2013 (II)               |
| Cádiz C. F.                                     | 4       | 2001 (IV), 2009 (IV), 2012 (IV), 2015 (IV)               |
| Real Racing Club de Santander                   | 4       | 1991 (II), 2014 (I), 2016 (I), 2019 (II)                 |
| F. C. Cartagena                                 | 4       | 2006 (IV), 2009 (II), 2018 (IV), 2020 (IV)               |
| S. D. Ponferradina                              | 3       | 2005 (II), 2008 (II), 2010 (I)                           |
| Barakaldo C. F.                                 | 3       | 1980 (I), 1998 (II), 2002 (I)                            |
| Club Atlético de Madrid "B"                     | 3       | 1989 (III), 2001 (I), 2004 (II)                          |
| Universidad de Las Palmas de Gran Canaria C. F. | 3       | 2000 (I), 2003 (I), 2006 (I)                             |
| Granada C. F.                                   | 3       | 1983 (II), 2000 (IV), 2010 (IV)                          |
| S. D. Eibar                                     | 3       | 1988 (I), 2007 (II), 2011 (II)                           |
| Albacete Balompié                               | 3       | 1990 (III) , 2014 (IV), 2017 (II)                        |
| C. D. Atlético Baleares                         | 3       | 2012 (III), 2019 (III), 2020 (I)                         |
| Xerez C. D.                                     | 2       | 1982 (II), 1986 (II)                                     |
| Bilbao Athletic                                 | 2       | 1983 (I), 1989 (I)                                       |
| Racing Club de Ferrol                           | 2       | 1978 (I), 1995 (I)                                       |
| U. D. Las Palmas                                | 2       | 1993 (IV), 1996 (I)                                      |
| Córdoba C. F.                                   | 2       | 1995 (IV), 1997 (IV)                                     |
| Real Sporting de Gijón "B"                      | 2       | 1996 (II), 1997 (I)                                      |
| U. D. A. Gramenet                               | 2       | 1994 (III), 2001 (III)                                   |
| U. E. Lleida                                    | 2       | 1990 (II), 2004 (III)                                    |
| Pontevedra C. F.                                | 2       | 2004 (I), 2007 (I)                                       |
| Alicante C. F.                                  | 2       | 2005 (III), 2007 (III)                                   |
| Sevilla Atlético                                | 2       | 2005 (IV), 2007 (IV)                                     |
| Rayo Vallecano de Madrid                        | 2       | 1985 (II), 2008 (I)                                      |
| Real Unión Club                                 | 2       | 2003 (II), 2009 (I)                                      |
| U. E. Sant Andreu                               | 2       | 1992 (II), 2010 (III)                                    |
| C. E. Sabadell F. C.                            | 2       | 1984 (G I), 2011 (III)                                   |
| Real Murcia C. F.                               | 2       | 1993 (III), 2011 (G IV)                                  |
| C. D. Tenerife                                  | 2       | 1987 (I), 2013 (I)                                       |
| Real Jaén C. F.                                 | 2       | 1996 (IV), 2013 (IV)                                     |
| Club Gimnàstic de Tarragona                     | 2       | 1997 (III), 2015 (III)                                   |
| Cultural y Deportiva Leonesa                    | 2       | 1999 (II), 2017 (I)                                      |
| R. C. D. Mallorca                               | 2       | 1981 (II), 2018 (III)                                    |
| C. D. Mirandés                                  | 2       | 2012 (II), 2018 (II)                                     |
| C. D. Castellón                                 | 2       | 2003 (III), 2020 (III)                                   |
| Burgos C. F.                                    | 2       | 2001 (II), 2021 (I)                                      |
| A. D. Almería                                   | 1       | 1978 (II)                                                |
| Palencia C. F.                                  | 1       | 1979 (I)                                                 |
| Linares C. F.                                   | 1       | 1980 (II)                                                |
| R. C. Celta de Vigo                             | 1       | 1981 (I)                                                 |
| C. F. Lorca Deportiva                           | 1       | 1984 (II)                                                |
| Sestao S. C.                                    | 1       | 1985 (I)                                                 |
| U. E. Figueres                                  | 1       | 1986 (I)                                                 |
| C. F. J. Mollerussa                             | 1       | 1988 (II)                                                |
| U. D. Alzira                                    | 1       | 1988 (IV)                                                |
| Palamós C. F.                                   | 1       | 1989 (II)                                                |
| Real Avilés C. F.                               | 1       | 1990 (I)                                                 |
| Orihuela Deportiva C. F.                        | 1       | 1990 (IV)                                                |
| C. D. Badajoz                                   | 1       | 1991 (IV)                                                |
| Cartagena F. C.                                 | 1       | 1992 (II)                                                |
| C. A. Marbella                                  | 1       | 1992 (IV)                                                |
| C. D. Leganés                                   | 1       | 1993 (I)                                                 |
| C. F. Extremadura                               | 1       | 1994 (IV)                                                |
| C. D. Aurrera de Vitoria                        | 1       | 1997 (II)                                                |
| C. P. Cacereño                                  | 1       | 1998 (I)                                                 |
| Málaga C. F.                                    | 1       | 1998 (IV)                                                |
| Getafe C. F.                                    | 1       | 1999 (I)                                                 |
| U. D. Melilla                                   | 1       | 1999 (II)                                                |
| R. S. Gimnástica de Torrelavega                 | 1       | 2000 (II)                                                |
| C. F. Gandia                                    | 1       | 2000 (III)                                               |
| Motril C. F.                                    | 1       | 2002 (IV)                                                |
| Algeciras C. F.                                 | 1       | 2003 (IV)                                                |
| U. D. Lanzarote                                 | 1       | 2004 (IV)                                                |
| C. F. Badalona                                  | 1       | 2006 (III)                                               |
| Girona F. C.                                    | 1       | 2008 (III)                                               |
| Écija Balompié                                  | 1       | 2008 (IV)                                                |
| C. D. Alcoyano                                  | 1       | 2009 (III)                                               |
| A. D. Alcorcón                                  | 1       | 2010 (II)                                                |
| C. D. Lugo                                      | 1       | 2011 (I)                                                 |
| C. E. L'Hospitalet                              | 1       | 2013 (III)                                               |
| Sestao River                                    | 1       | 2014 (II)                                                |
| U. E. Llagostera                                | 1       | 2014 (III)                                               |
| Real Oviedo                                     | 1       | 2015 (I)                                                 |
| S. D. Huesca                                    | 1       | 2015 (II)                                                |
| UCAM Murcia C. F.                               | 1       | 2016 (IV)                                                |
| C. F. Reus Deportiu                             | 1       | 2016 (III)                                               |
| Lorca F. C.                                     | 1       | 2017 (IV)                                                |
| C. F. Rayo Majadahonda                          | 1       | 2018 (I)                                                 |
| C. F. Fuenlabrada                               | 1       | 2019 (I)                                                 |
| R. C. Recreativo de Huelva                      | 1       | 2019 (IV)                                                |
| U. D. Logroñés                                  | 1       | 2020 (II)                                                |
| Real Sociedad "B"                               | 1       | 2021 (II)                                                |
| U. D. Ibiza                                     | 1       | 2021 (III)                                               |
| Linares Deportivo                               | 1       | 2021 (IV)                                                |
| C. D. Badajoz                                   | 1       | 2021 (V)                                                 |

### Campeones y subcampeones absolutos (2009-2019)
Desde la temporada 2008-09 se implantó adicionalmente el nuevo sistema para decidir el campeón absoluto. Tras jugar entre sí los cuatro campeones de los cuatro grupos, los dos que lograban el ascenso a Segunda División de España de forma directa se enfrentaban entre sí a eliminatoria de ida y vuelta para decidir el campeón absoluto de la categoría. Este galardón se entregó por última vez en la temporada 2018-19.
| Club                          | Campeón | Temporada | Subcampeón | Temporada        |
| ----------------------------- | ------- | --------- | ---------- | ---------------- |
| Cádiz C. F.                   | 1       | 2008-09   | -          | -                |
| Granada C. F.                 | 1       | 2009-10   | -          | -                |
| Real Murcia C. F.             | 1       | 2010-11   | -          | -                |
| Real Madrid Castilla C. F.    | 1       | 2011-12   | -          | -                |
| Deportivo Alavés              | 1       | 2012-13   | -          | -                |
| Albacete Balompié             | 1       | 2013-14   | -          | -                |
| Real Oviedo                   | 1       | 2014-15   | -          | -                |
| UCAM Murcia C. F.             | 1       | 2015-16   | -          | -                |
| Cultural y Deportiva Leonesa  | 1       | 2016-17   | -          | -                |
| R. C. D. Mallorca             | 1       | 2017-18   | -          | -                |
| C. F. Fuenlabrada             | 1       | 2018-19   | -          | -                |
| Real Racing Club de Santander | -       | -         | 2          | 2013-14, 2018-19 |
| F. C. Cartagena               | -       | -         | 1          | 2008-09          |
| S. D. Ponferradina            | -       | -         | 1          | 2009-10          |
| C. E. Sabadell F. C.          | -       | -         | 1          | 2010-11          |
| C. D. Mirandés                | -       | -         | 1          | 2011-12          |
| C. D. Tenerife                | -       | -         | 1          | 2012-13          |
| Club Gimnàstic de Tarragona   | -       | -         | 1          | 2014-15          |
| C. F. Reus Deportivo          | -       | -         | 1          | 2015-16          |
| Lorca C. F.                   | -       | -         | 1          | 2016-17          |
| Rayo Majadahonda              | -       | -         | 1          | 2017-18          |

## Jugadores

### Máximos goleadores históricos
Nota:   Máximo goleador de su grupo.  Máximo goleador de todos los grupos.
Nota: indicados en negrita y resaltados en azul los jugadores activos en la temporada 2019-20 de Segunda B.
| \| # \| Jugador \| Goles \| Partidos \| Promedio \| \| \| \| \| \| \| -- \| ------------- \| ----- \| -------- \| -------- \| - \| ---------------- \| --- \| --- \| ---- \| \| # \| Jugador \| Goles \| Partidos \| Promedio \| 1 \| Santi Castillejo \| 172 \| 387 \| 0,44 \| \| 2 \| Raúl Borrero \| 158 \| 463 \| 0,34 \| \| \| \| \| \| \| 3 \| Vicente Borge \| 146 \| 379 \| 0,39 \| \| \| \| \| \| \| 4 \| Antonio Rueda \| 145 \| 427 \| 0,34 \| \| \| \| \| \| \| 5 \| Jito \| 143 \| 369 \| 0,39 \| \| \| \| \| \| \| 6 \| Cervero \| 142 \| 376 \| 0,37 \| \| \| \| \| \| \| 7 \| Keko \| 141 \| 387 \| 0,36 \| \| \| \| \| \| \| 8 \| Paulino \| 141 \| 472 \| 0,30 \| \| \| \| \| \| \| 9 \| Dioni \| 138 \| 326 \| 0,43 \| \| \| \| \| \| \| 10 \| Chili \| 130 \| 278 \| 0,47 \| \| \| \| \| \| \| 11 \| Joaquín Béjar \| 128 \| 273 \| 0,47 \| \| \| \| \| \| \| 12 \| Melo \| 125 \| 358 \| 0,35 \| \| \| \| \| \| \| 13 \| Sendoa \| 123 \| 337 \| 0,36 \| \| \| \| \| \| \| 14 \| David Prats \| 121 \| 348 \| 0,35 \| \| \| \| \| \| \| 15 \| Luismi Loro \| 121 \| 457 \| 0,26 \| \| \| \| \| \| \| 16 \| Redondo \| 120 \| 346 \| 0,35 \| \| \| \| \| \| \| 17 \| Diego Torres \| 120 \| 383 \| 0,31 \| \| \| \| \| \| \| 18 \| Alejandro \| 120 \| 507 \| 0,24 \| \| \| \| \| \| \| 19 \| Yuri \| 119 \| 231 \| 0,52 \| \| \| \| \| \| \| 20 \| Lasheras \| 119 \| 341 \| 0,35 \| \| \| \| \| \| \| 21 \| Javi Prendes \| 119 \| 348 \| 0,34 \| \| \| \| \| \| \| 22 \| Perona \| 119 \| 461 \| 0,26 \| \| \| \| \| \| Nota: Actualizado a 19/03/2020. |               |       |          |          |   |                  |     |     |      |
| # | Jugador       | Goles | Partidos | Promedio |   |                  |     |     |      |
| # | Jugador       | Goles | Partidos | Promedio | 1 | Santi Castillejo | 172 | 387 | 0,44 |
| 2 | Raúl Borrero  | 158   | 463      | 0,34     |   |                  |     |     |      |
| 3 | Vicente Borge | 146   | 379      | 0,39     |   |                  |     |     |      |
| 4 | Antonio Rueda | 145   | 427      | 0,34     |   |                  |     |     |      |
| 5 | Jito          | 143   | 369      | 0,39     |   |                  |     |     |      |
| 6 | Cervero       | 142   | 376      | 0,37     |   |                  |     |     |      |
| 7 | Keko          | 141   | 387      | 0,36     |   |                  |     |     |      |
| 8 | Paulino       | 141   | 472      | 0,30     |   |                  |     |     |      |
| 9 | Dioni         | 138   | 326      | 0,43     |   |                  |     |     |      |
| 10 | Chili         | 130   | 278      | 0,47     |   |                  |     |     |      |
| 11 | Joaquín Béjar | 128   | 273      | 0,47     |   |                  |     |     |      |
| 12 | Melo          | 125   | 358      | 0,35     |   |                  |     |     |      |
| 13 | Sendoa        | 123   | 337      | 0,36     |   |                  |     |     |      |
| 14 | David Prats   | 121   | 348      | 0,35     |   |                  |     |     |      |
| 15 | Luismi Loro   | 121   | 457      | 0,26     |   |                  |     |     |      |
| 16 | Redondo       | 120   | 346      | 0,35     |   |                  |     |     |      |
| 17 | Diego Torres  | 120   | 383      | 0,31     |   |                  |     |     |      |
| 18 | Alejandro     | 120   | 507      | 0,24     |   |                  |     |     |      |
| 19 | Yuri          | 119   | 231      | 0,52     |   |                  |     |     |      |
| 20 | Lasheras      | 119   | 341      | 0,35     |   |                  |     |     |      |
| 21 | Javi Prendes  | 119   | 348      | 0,34     |   |                  |     |     |      |
| 22 | Perona        | 119   | 461      | 0,26     |   |                  |     |     |      |

#### Galardones de máximo goleador
Hasta el momento, diez futbolistas han ganado dos o más veces el Pichichi de alguno de los cuatro grupos de la Segunda División B de España.
| Jugador          | Primero | Segundo | Tercero | Años galardonado             |
| ---------------- | ------- | ------- | ------- | ---------------------------- |
| Santi Castillejo | 4       | -       | 1       | 1993, 1995, 1997, 2001, 2005 |
| Diego Cervero    | 3       | 1       | -       | 2011, 2012, 2013, 2018       |
| Yuri de Souza    | 2       | 2       | -       | 2006, 2007, 2012, 2018       |
| Diego Ribera     | 2       | 1       | -       | 1996, 1997, 1998             |
| Chili            | 2       | 1       | -       | 1992, 1998, 2000             |
| Sendoa Aguirre   | 2       | -       | 1       | 2002, 2005, 2006             |
| Dioni Villalba   | 2       | -       | 1       | 2013, 2017, 2018             |
| Joselu Gómez     | 2       | -       | -       | 2014, 2016                   |
| Rafa Pozo        | 2       | -       | -       | 1991, 1992                   |
| Raúl Sánchez     | 2       | -       | -       | 2001, 2002                   |

Datos: bdfutbol

#### Máximos goleadores por temporada grupo I
| Temp.   | Ganador                         | Equipo                                 | Goles | Segundo                        | Equipo                                       | Goles |
| ------- | ------------------------------- | -------------------------------------- | ----- | ------------------------------ | -------------------------------------------- | ----- |
| 1987-88 | Velázquez                       | Avilés Industrial                      | 21    | Juan Carlos                    | Langreo                                      | 16    |
| 1988-89 | Astiazarán                      | Barakaldo                              | 22    | Uribarrena                     | Bilbao Athletic                              | 20    |
| 1989-90 | Rivera                          | Getafe                                 | 20    | Soler                          | Leganés                                      | 19    |
| 1990-91 | Alfaro                          | Atlético de Madrid B                   | 18    | Mutiu y Pichi Luchas           | Real Madrid B y Orense                       | 17    |
| 1991-92 | Quecho                          | Orense                                 | 19    | Pinki, Luisito, Hevia y Arturo | Numancia, Ávila, Ponferradina y Deportivo B. | 14    |
| 1992-93 | Pazolo                          | Racing de Ferrol                       | 21    | Acosta                         | Atlético de Madrid B                         | 19    |
| 1993-94 | Antonio                         | Ponferradina                           | 22    | Arteaga y Juan Carlos          | Real Madrid C y Atlético de Madrid B.        | 21    |
| 1994-95 | Javi Prendes                    | Avilés Industrial                      | 24    | Rafa                           | Mensajero                                    | 18    |
| 1995-96 | Javi Guerrero y Arturo          | Real Madrid C y As Pontes              | 21    | Eloy Jiménez                   | Las Palmas                                   | 19    |
| 1996-97 | Melo                            | Lugo                                   | 21    | Álex y Mel                     | Sponrting B y Getafe                         | 17    |
| 1997-98 | Quini                           | Talavera                               | 26    | Borge y Toño Ruiz              | Lugo y Caudal                                | 21    |
| 1998-99 | Changui                         | Pontevedra                             | 21    | Irazusta                       | Áviles Industrial                            | 19    |
| 1999-00 | Zárate                          | Madrid B                               | 21    | Raúl Borrero                   | Pájara-Playas                                | 18    |
| 2000-01 | Quico                           | Ourense                                | 22    | Aiert                          | Zamora                                       | 20    |
| 2001-02 | Quero                           | Zamora                                 | 18    | Quico(2)                       | Ourense                                      | 17    |
| 2002-03 | Jonathan Sesma y Javi Rodríguez | Universidad de Las Palmas y Pontevedra | 20    | Nacho Franco                   | Lanzarote                                    | 18    |
| 2003-04 | Carreño                         | Calahorra                              | 20    | Nacho García                   | Orense                                       | 18    |
| 2004-05 | Soldado                         | Real Madrid B                          | 21    | Alejandro                      | Lanzarote                                    | 18    |
| 2005-06 | Yuri                            | Pontevedra                             | 22    | Maric y Noah                   | Celta B y San Isidro                         | 15    |
| 2006-07 | Yuri (2)                        | Pontevedra                             | 24    | Andrés                         | Puertollano                                  | 19    |
| 2007-08 | Callejón y Maric (2)            | Real Madrid B y Celta de Vigo B        | 21    | Rubiato                        | Atlético de Madrid B                         | 17    |
| 2008-09 | Javi Ballesteros                | Guijuelo                               | 19    | De Paula                       | Ponferradina                                 | 16    |
| 2009-10 | Jito                            | Cultural Leonesa                       | 23    | Charles                        | Pontevedra                                   | 15    |
| 2010-11 | Arruabarrena                    | Leganés                                | 21    | Juanjo                         | Guadalajara                                  | 20    |
| 2011-12 | Joselu y Rivera                 | Real Madrid B y Montañeros             | 19    | Perona y Jota Peleteiro        | Tenerife y Celta de Vigo B                   | 16    |
| 2012-13 | Aridane                         | Tenerife                               | 25    | Cervero                        | Oviedo                                       | 22    |
| 2013-14 | Joselu Gómez                    | Compostela                             | 30    | Manu Barreiro                  | Racing de Ferrol                             | 21    |
| 2014-15 | Linares                         | Oviedo                                 | 28    | Aketxe                         | Cultural Leonesa                             | 20    |
| 2015-16 | Joselu (2)                      | Racing de Ferrol                       | 20    | Pere Milla                     | Logroñes                                     | 18    |
| 2016-17 | Borja Iglesias                  | Celta de Vigo B                        | 32    | Benja                          | Cultural Leonesa                             | 24    |
| 2017-18 | Dioni                           | Fuenlabrada                            | 21    | Yuri (3)                       | Ponferradina                                 | 20    |
| 2018-19 | Cristo                          | Real Madrid Castilla                   | 20    | Yuri (4)                       | Ponferradina                                 | 18    |

## Récords
Máximas goleadas:
- CF Extremadura 12-RC Portuense 0 (2 de mayo de 1993).

Nota: en realidad, esa temporada el RC Portuense terminó jugando con juveniles debido a problemas económicos, que finalmente le llevaron a retirarse de la competición quedando anulados todos los resultados de los partidos que había jugado.
- FC Barcelona B 12-CD Eldense 0 (1 de abril de 2017).

Máxima puntuación:
- Cultural y Deportiva Leonesa (temporada 2016-2017): 86 puntos GF: 86 GC: 28 +58.
- Real Racing Club de Santander (temporada 2016-2017): 86 puntos GF: 64 GC: 20 +44.